# Campeonato Mundial Femenil del CMLL
El Campeonato Mundial Femenil del CMLL (CMLL World Women's Championship en inglés) es un campeonato femenino de lucha libre profesional defendido en el Consejo Mundial de Lucha Libre. Este título fue creado en 1992. El campeonato fue creado el 12 de junio de 1992, teniendo como primera campeona a Bull Nakano. La actual campeona es Mercedes Moné, quien se encuentra en su primer reinado.
Es el campeonato femenino de mayor antigüedad dentro de la compañía y el único en actividad, presentándose como el de mayor prestigio. Los combates por el campeonato suelen ser el parte de los eventos pago por visión (PPV) de la empresa — incluido Show Aniversario, el evento más importante del CMLL. Este título es exclusivo para la división femenina del CMLL, a la cual se denomina "Amazonas del Ring".

## Campeonas
El Campeonato Mundial Femenil del CMLL es el campeonato femenino de la empresa, creado en 1992 en un torneo femenil. Desde esto, ha habido 17 distintos campeones oficiales, repartidos en 24 reinados en total. Además, el campeonato ha sido declarado vacante en seis ocasiones a lo largo de su historia. Bull Nakano, Ayumi, Syuri, Dalys la Caribeña, Stephanie Vaquer, Willow Nightingale, Zeuxis y Mercedes Moné son las ocho luchadoras no mexicanas que han ostentado el título.
El reinado más largo en la historia del título le pertenece a La Amapola, quien mantuvo el campeonato por 1442 días en su primer reinado. Por otro lado, Marcela posee el reinado más corto en la historia del campeonato, con 29 días con el título en su haber.
En cuanto a los días en total como campeón (un acumulado entre la suma de todos los días de los reinados individuales de cada luchadora), Marcela también posee el primer lugar, con 2344 días como campeona en sus cinco reinados. Le siguen La Amapola (1442 días en su único reinado), Dalys la Caribeña (983 días en su único reinado), Lady Apache (877 días en sus tres reinados), y Reina Jubuki (828 días en su único reinado). Además, seis luchadoras fueron campeonas durante más de un año de manera ininterrumpida: La Amapola (1442 días), Marcela (1008 días), Dalys la Caribeña (983 días), Mariko Yoshida (752 días), Lady Apache (461 días) y La Diabólica (456 días).
La campeona más joven en la historia es Xóchitl Hamada, quien a los 23 años y 324 días derrotó a Bull Nakano en un Live event. En contraparte, la campeona más vieja es Marcela, quien a los 43 años y 314 días derrotó a Dark Angel en la final de un torneo en el CMLL Show Aniversario 72. En cuanto al peso de las campeonas, Bull Nakano es la más pesada con 91 kilogramos, mientras que Hiroka es la más liviana con 45 kilogramos.
Por último, Marcela es la luchadora que más reinados posee con 5, son seguidas por Lady Apache (3), La Diabólica (2).

### Campeona actual
La campeona actual es Mercedes Moné, quien se encuentra en su primer reinado. Moné ganó el título tras derrotar a Zeuxis el 18 de junio de 2025 en AEW Grand Slam México. 

### Lista de campeonas
|    | Campeona           | Fecha                    | Show o evento                             | Reinado | Días | Notas y referencias                                                                    |
| -- | ------------------ | ------------------------ | ----------------------------------------- | ------- | ---- | -------------------------------------------------------------------------------------- |
| 1  | Bull Nakano        | 12 de junio de 1992      | Super Viernes                             | 1       | 282  | Fue un Torneo cibernético Elimination match, donde finalmente eliminó a Lola González. |
| 2  | Xóchitl Hamada     | 21 de marzo de 1993      | Live event                                | 1       | 203  | [ 2 ]                                                                                  |
| 3  | La Diabólica       | 10 de octubre de 1993    | Live event                                | 1       | 293  | [ 3 ]                                                                                  |
| 4  | Reina Jubuki       | 30 de junio de 1994      | Live event                                | 1       | 828  | [ 4 ]                                                                                  |
| —  | Vacante            | 4 de noviembre de 1996   | —                                         | —       | —    | Debido a que Jubuki apareció en WCW Monday Nitro sin autorización.                     |
| 5  | Lady Apache        | 8 de noviembre de 1996   | Live event                                | 1       | 90   | Derrotó a Chaparita ASARI en la final de un torneo.                                    |
| 6  | Mariko Yoshida     | 6 de febrero de 1997     | Live event                                | 1       | 752  | [ 6 ]                                                                                  |
| —  | Vacante            | Febrero de 1999          | —                                         | —       | —    | El campeonato quedó vacante debido a la inactividad en la división femenina de CMLL.   |
| 7  | Lady Apache        | 15 de mayo de 1999       | Live event                                | 2       | 461  | Derrotó a Mariko Yoshida en la final de un torneo.                                     |
| —  | Vacante            | 28 de agosto de 2000     | —                                         | —       | —    | Debido a que Apache dejó la empresa para unirse a la AAA.                              |
| 8  | La Diabólica       | 2 de agosto de 2001      | Live event                                | 2       | 456  | Derrotó a Ray en la final de un torneo.                                                |
| —  | Vacante            | 5 de abril de 2003       | —                                         | —       | —    | Debido a que La Diabólica dejó la empresa de manera voluntaria.                        |
| 9  | Marcela            | 16 de septiembre de 2005 | CMLL Show Aniversario 72                  | 1       | 266  | Derrotó a Dark Angel en la final de un torneo.                                         |
| 10 | Hiroka             | 9 de junio de 2006       | Super Viernes                             | 1       | 199  | [ 10 ]                                                                                 |
| 11 | Lady Apache        | 25 de diciembre de 2006  | Live event                                | 3       | 326  | [ 11 ]                                                                                 |
| 12 | La Amapola         | 16 de noviembre de 2007  | Super Viernes                             | 1       | 1442 | Este es el reinado más largo de la historia.                                           |
| 13 | Marcela            | 28 de octubre de 2011    | Super Viernes                             | 2       | 29   | [ 13 ]                                                                                 |
| 14 | Ayumi              | 26 de noviembre de 2011  | Live event                                | 1       | 104  | [ 14 ]                                                                                 |
| 15 | Marcela            | 9 de marzo de 2012       | Super Viernes                             | 3       | 1008 | [ 15 ]                                                                                 |
| 16 | Syuri              | 12 de diciembre de 2014  | Reina Joshi Puroresu Shin-Kiba Tournament | 1       | 119  | [ 16 ]                                                                                 |
| 17 | Marcela            | 10 de abril de 2015      | Super Viernes                             | 4       | 336  | [ 17 ]                                                                                 |
| 18 | Dalys la Caribeña  | 11 de marzo de 2016      | Super Viernes                             | 1       | 983  | [ 18 ]                                                                                 |
| 19 | Marcela            | 19 de noviembre de 2018  | Lunes Clásico                             | 5       | 704  | [ 19 ]                                                                                 |
| 20 | Princesa Sugehit   | 23 de octubre de 2020    | Viernes Espectacular                      | 1       | 1027 | [ 20 ]                                                                                 |
| —  | Vacante            | 16 de agosto de 2023     | CMLL Informa                              | —       | —    | Debido a una lesión de Princesa Sugehit.                                               |
| 21 | Stephanie Vaquer   | 29 de septiembre de 2023 | Noche de Campeones                        | 1       | 285  | Derrotó a La Catalina por el título vacante.                                           |
| —  | Vacante            | 10 de julio de 2024      | —                                         | —       | —    | Debido a que Vaquer dejó la empresa para luego firmar con la WWE.                      |
| 22 | Willow Nightingale | 13 de julio de 2024      | FantasticaManía 2024: USA                 | 1       | 62   | Derrotó a Lluvia y Viva Van por el título vacante.                                     |
| 23 | Zeuxis             | 13 de septiembre de 2024 | CMLL Show Aniversario 91                  | 1       | 278  | [ 24 ]                                                                                 |
| 24 | Mercedes Moné      | 18 de junio de 2025      | AEW Grand Slam                            | 1       | 24+  | [ 25 ]                                                                                 |

### Total de días con el título
La siguiente lista muestra el total de días que un luchador ha poseído el campeonato si se suman todos los reinados que posee. Actualizado a la fecha del 12 de julio de 2025.
| + | Indica a la campeona actual |

| N.º | Luchadora          | Reinados | Total de días |
| --- | ------------------ | -------- | ------------- |
| 1   | Marcela            | 5        | 2343          |
| 2   | La Amapola         | 1        | 1442          |
| 3   | Princesa Sugehit   | 1        | 1027          |
| 4   | Dalys la Caribeña  | 1        | 983           |
| 5   | Lady Apache        | 3        | 877           |
| 6   | Reina Jubuki       | 1        | 828           |
| 7   | La Diabólica       | 2        | 749           |
| 8   | Mariko Yoshida     | 1        | 725           |
| 9   | Stephanie Vaquer   | 1        | 285           |
| 10  | Bull Nakano        | 1        | 282           |
| 11  | Xóchitl Hamada     | 1        | 203           |
| 12  | Hiroka             | 1        | 199           |
| 13  | Zeuxis             | 1        | 278           |
| 14  | Syuri              | 1        | 119           |
| 15  | Ayumi              | 1        | 104           |
| 16  | Willow Nightingale | 1        | 62            |
| 17  | Mercedes Moné      | 1        | 24+           |

### Mayor cantidad de reinados
| Reinados | Luchador (as) |
| -------- | ------------- |
| 5 veces  | Marcela       |
| 3 veces  | Lady Apache   |
| 2 veces  | La Diabólica  |